# Trein der Herinnering

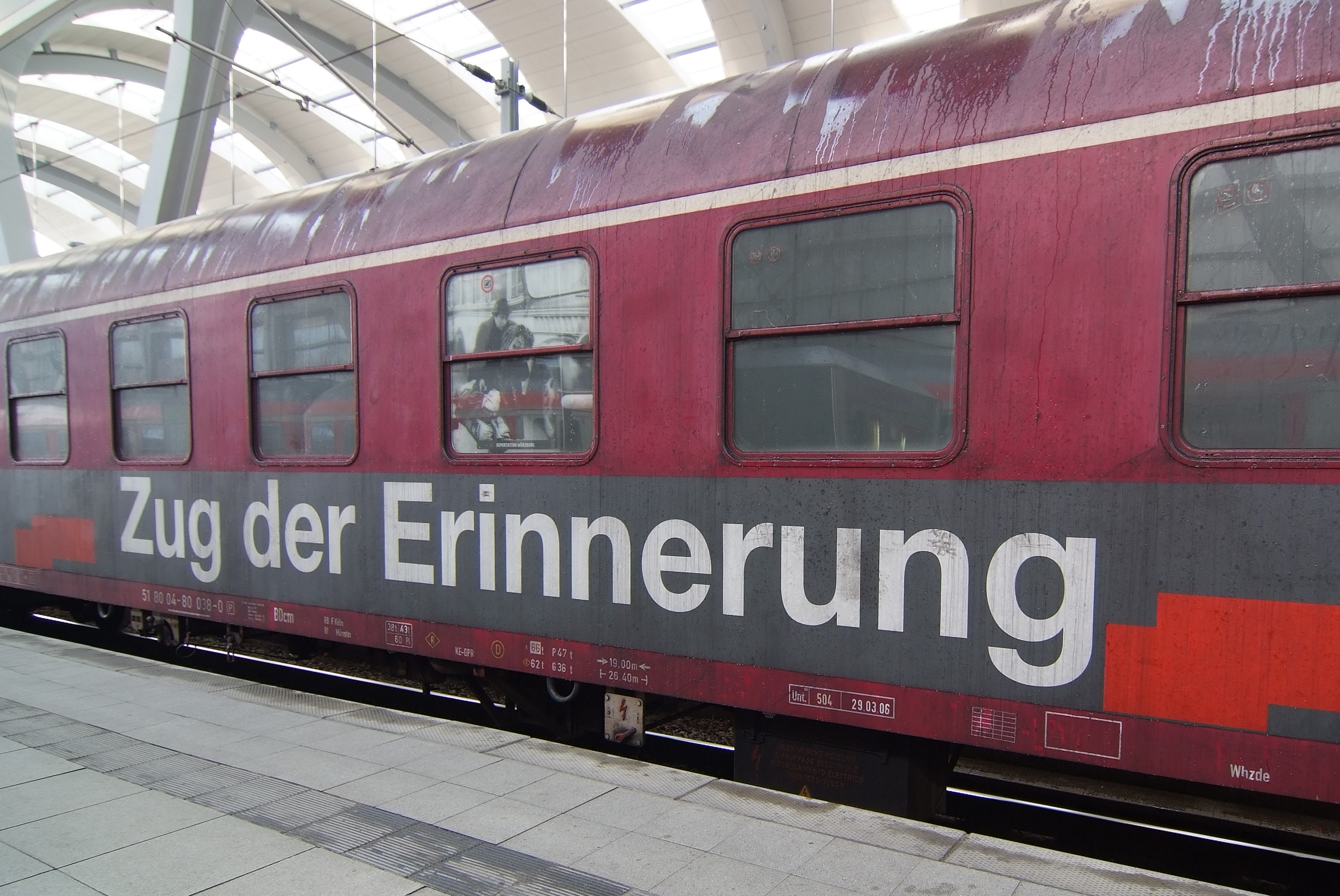
Trein der Herinnering.

De Trein der Herinnering (Duits: Zug der Erinnerung) was een museumtrein over de slachtoffers van de Holocaust die door heel Duitsland heeft gereden en Auschwitz als eindpunt had. De Trein der Herinnering kwam daar op 8 mei 2008 aan. In de rijtuigen van de trein is een tentoonstelling ingericht met foto's en voorwerpen van slachtoffers van de vernietigingskampen uit de Tweede Wereldoorlog. De trein heeft ook gereden naar Frankrijk en Polen.

## Rol van Deutsche Bahn
Gedurende de Tweede Wereldoorlog vervoerde de Deutsche Reichsbahn, de voorloper van de huidige Deutsche Bahn, in opdracht van het naziregime miljoenen Joden naar de concentratiekampen, en werd voor dit transport betaald door het naziregime. Toen echter de Trein der Herinnering het nieuwe station van Berlijn wilde aandoen, werd dit verhinderd door de Deutsche Bahn en werd de trein gestald op een kleiner station in het oosten van Berlijn.
Ook trachtte Deutsche Bahn van de organisatie van de Trein der Herinnering een vergoeding te verkrijgen voor het gebruik van het Duitse spoorwegnet. Door het ingrijpen van de Duitse regering heeft Deutsche Bahn deze eis laten vallen en de trein kosteloos toegelaten tot haar spoorwegnetwerk. Deutsche Bahn heeft geen financiële bijdrage gedaan in het project. In zowel Frankrijk als in Polen hebben de spoorwegbedrijven SNCF en PKP de trein gratis vervoerd over het spoorwegnet van betrokken landen.